# Upplands runinskrifter 23

Upplands runinskrifter 23 består av ett par fragment efter en runsten, som nu sitter inmurade i en yttervägg till Hilleshögs kyrka i Hilleshögs socken och Ekerö kommun i Uppland. Stenen har ristats av Öpir. Den har daterats till 1080-1130, en period då runristaren Öpir var verksam.

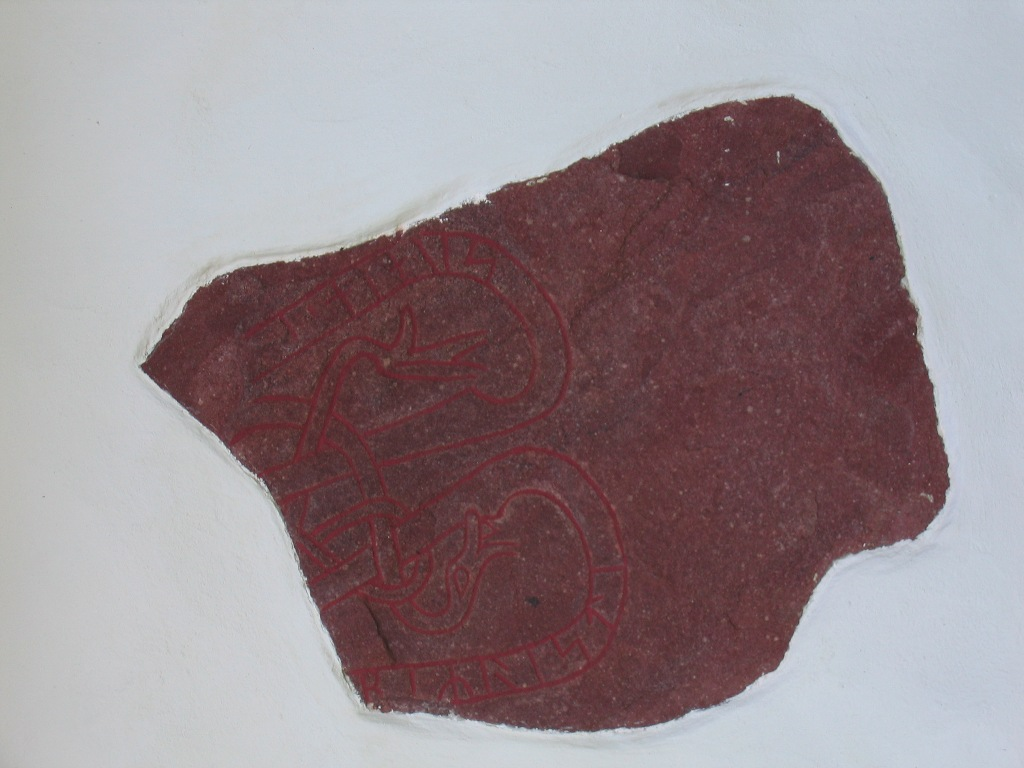

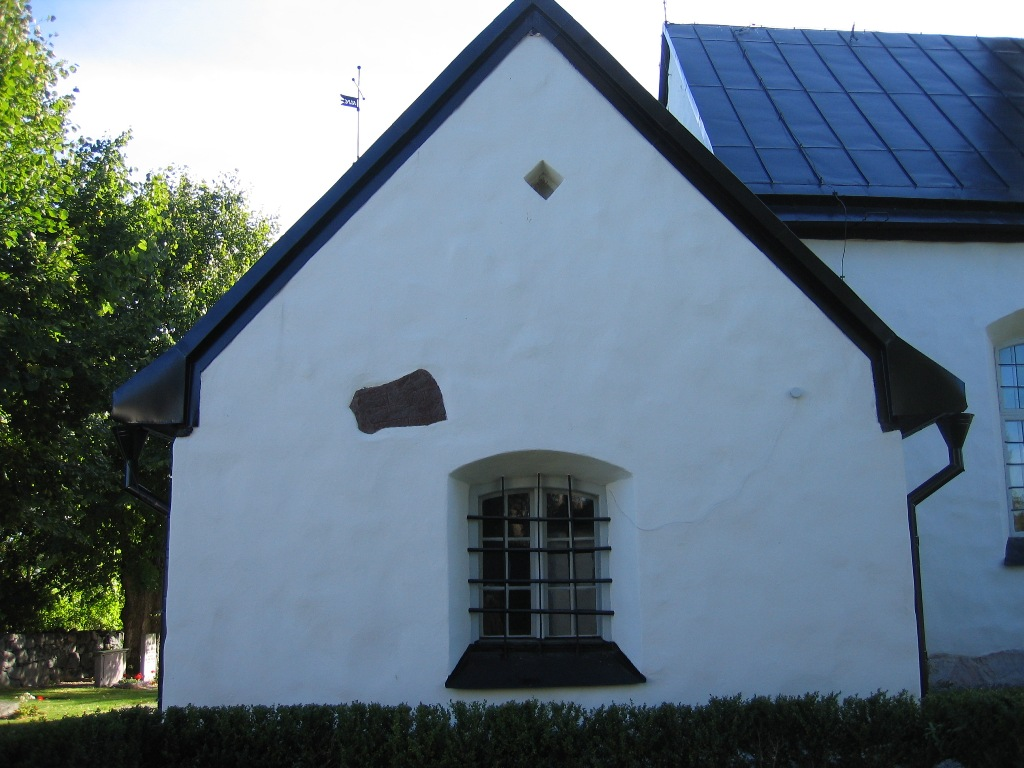

## Inskriften
Translitterering av runraden:
suain ' [lit] ...ais- [·] st(a)ina ...f... ...ah ' faþur sin [·] ybiʀ [·] risti
Normalisering till runsvenska:
Svæinn let [r]æis[a] stæina [æ]f[tiʀ] ..., faður sinn. Øpiʀ risti.
Översättning till nusvenska:
Sven lät resa stenarna efter ..., sin fader. Öpir ristade.